# اینتراکتیو دیتا
اینتراکتیو دیتا (انگلیسی: Interactive Data) شرکت خدمات مالی آمریکایی است، که در سال ۱۹۶۸ تأسیس شد.